# Лобанов Андрій Михайлович
Андрій Михайлович Лобанов (28 липня (10 серпня) 1900 — 18 лютого 1959) — радянський театральний режисер. Лауреат Сталінської премії другого ступеня (1946). Народний артист РРФСР (1947).

## Життєпис

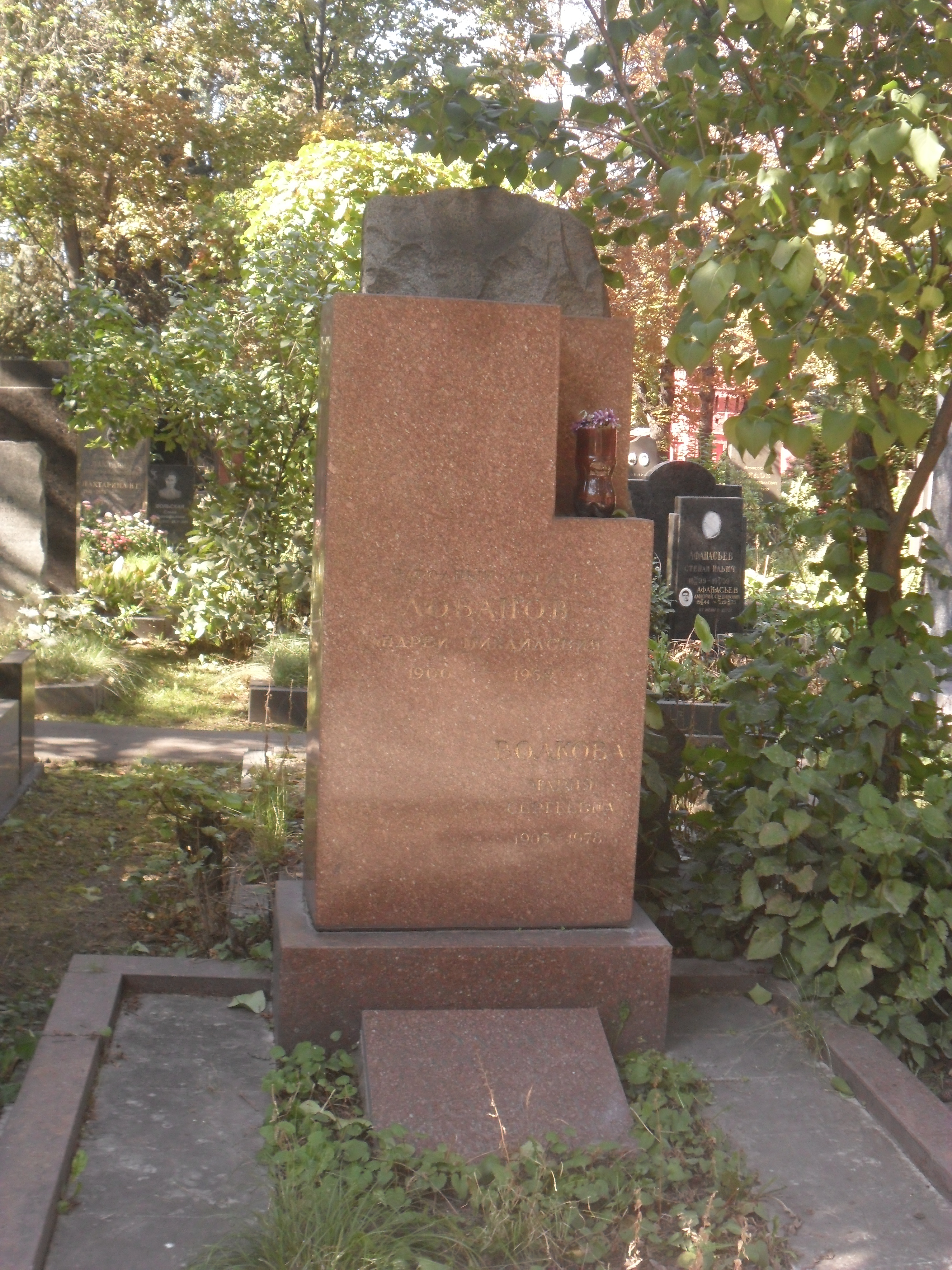
Могила театрального діяча Андрія Лобанова на Новодівичому кладовищі Москви

А. М. Лобанов народився 1900 року в Москві в родині економа 1-ї класичної гімназії. 1922 року закінчив школу 2-ї студії МХАТ.
У 1924—1925 рр. — актор Театру імені В. Ф. Комісаржевської.
У 1930—1940-х рр. — режисер Театру-студії під керівництвом  Р. М. Симонова, художній керівник театру для дітей.
Ставив спектаклі в Московського театру Революції, Московського театру сатири.
У 1945—1958 роках — головний режисер Московського драматичного театру імені М. Н. Єрмолової.
З 1933 року — педагог ГІТІСу, з 1948 року — професор.
А. М. Лобанов помер 18 лютого 1959 року. Похований у Москві на Новодівичому цвинтарі (ділянка № 5).

## Театральні постановки
- 1931 — «Таланти і шанувальники»  О. М. Островського
- 1934 — «Вишневий сад» А. П. Чехова
- 1939 — «Таня» О. Н. Арбузова
- 1940 — «Час і сім'я Конвей» Дж. Б. Прістлі
- 1943 — «Без вини винні» О. М. Островського
- 1945 — «Скажені гроші» О. М. Островського; «Старі друзі» Л. А. Малюгіна
- 1946 — «Далеко від Сталінграда» А. О. Сурова
- 1947 — «Люди з чистою совістю» П. П. Вершигори; «Супутники» В. Ф. Панової та Д. Я. Дара
- 1948 — «Щастя» П. А. Павленка
- 1949 — «Дачники» М. Горького
- 1952 — «Достігаєв та інші» М. Горького; «Міссурійський вальс» Н. Ф. Погодіна; «Світанок над Москвою» А. О. Сурова; «Молоді роки» Ю. В. Трифонова
- 1958 — «На всякого мудреця досить простоти» О. М. Островського

## Нагороди та премії
- Сталінська премія другого ступеня (1946) — за постановку вистави «Старі друзі» Л. А. Малюгіна
- Народний артист РРФСР (1947)
- Орден Трудового Червоного Прапора